# Gather Together in My Name
Gather Together in My Name (1974) es una autobiografía de la escritora y poeta afroamericana Maya Angelou. Es el segundo, de la serie de siete autobiografías de Angelou. El libro comienza inmediatamente después de los eventos descritos en I Know Why the Caged Bird Sings, y sigue a Angelou, llamada Rita, de los 17 a los 19 años de edad. Escrito tres años después que Caged Bird, "describe el descenso en la escalera social de una madre soltera hacia la pobreza y el crimen". El título del libro fue tomado de la Biblia, pero también expresa la supervivencia de una mujer afroamericana en una sociedad dominada por los blancos en un Estados Unidos postguerra, y habla por todas las mujeres afroamericanas.
Angelou toca muchos de los temas de su primera autobiografía, incluyendo la maternidad, la familia, la raza, el racismo, la identidad, la educación y el alfabetismo. Rita se acerca más a su madre en este libro, y pasa por una serie de trabajos y relaciones mientras trata de proveer para su hijo y mientras trata de encontrar su lugar en este mundo. Angelou analysis también el racismo en Gather Together, pero pasa de ser la voz de todas las afroamericanas a ser su propia voz y describe las experiencias de una joven afroamericana. El libro expone el narcisismo de la gente joven, pero describe cómo Rita descubre su propia identidad. Como muchas de las autobiografías de Angelou, Gather Together trata de la vida de Angelou como una persona autodidacta.
Gather Together no fue tan aclamada como la primera autobiografía de Angelou; sin embargo, recibió muchas críticas positivas y fue reconocida como mejor escrita. La estructura del libro consiste en una serie de episodios enlazados por el tema y el contenido, paralelo al caos de la adolescencia, lo cual algunos críticos sienten la hace una secuela insatisfactoria de Caged Bird. El movimiento físico de Rita durante el libro afecta la organización y calidad del libro, causando que por lo menos un crítico lo describa como un libro de viaje.

## Antecedentes
Gather Together in My Name, publicado en 1974, es el segundo libro de una serie de 7 autobiografías de Maya Angelou. Escrito tres años después de su primera autobiografía, I Know Why the Caged Bird Sings, el libro "describe" el descenso en la escalera social de una madre soltera hacia la pobreza y el crimen. En 1971, Angelou publica el primer volumen de poesía, Just Give Me a Cool Drink of Water 'fore I Diiie (1971), el cual se convierte en uno de los libros más vendidos y es nominado al Premio Pulitzer. Fue la práctica temprana de Angelou de alternar un volumen de prosa con un volumen de poesía. En 1993, Angelou recitó su poema "On the Pulse of the Morning" en la inauguración del Presidente Bill Clinton, convirtiéndose en la primera poeta en recitar en una inauguración desde Robert Frost en la inauguración de John F. Kennedy en 1961. A través de su autobiografía y de las historias de su vida en todos sus libros, Angelou se convirtió en una reconocida y respetada vocera de las mujeres y de los afroamericanos. Según el académico Joanne Braxton, la hizo "sin lugar a duda, una de las autobiógrafas afroamericanas más conocidas en Estados Unidos".

### Título
El título Gather Together está inspirado en la sección de la Biblia Mateo 18:19-20. Mientras Angelou admite el origen bíblico del título, también comenta que el título contrarresta la tendencia de muchos adultos de mentirle a sus hijos acerca de su pasado. La académica Sondra O´Neale declara que el título es "un mandato del nuevo testamento para que las almas viajeras recen y conversen mientras esperan pacientemente por la salvación".
El crítico Hilton Als cree que el título del libro tiene otro significado. Un tema recurrente en Gather Together es cómo una mujer afroamericana logró sobrevivir en el contexto más amplio de un Estados Unidos postguerra, aunque también habla por todas las mujeres afroamericanas, y cómo pudo sobrevivir en una sociedad dominada por los blancos. El crítico Selwyn R. Cudjoe concuerda: "Los incidentes del libro aparecen meramente unidos por el nombre de Maya Angelou".

## Resumen
El libro comienza en los años siguientes a la Segunda Guerra Mundial. Angelou, todavía conocida como "Marguerite" o "Rita" acaba de dar a luz a su hijo Clyde y está viviendo con su madre y padrastro en San Francisco. El libro sigue a Marguerite desde los 17 a los 19 años de edad, a través de una serie de relaciones, trabajos, ciudades, mientras intenta criar a su hijo y mientras intenta encontrar un lugar en este mundo. Continúa explorando los temas como el aislamiento y soledad de Angelou, la manera en que supera el racismo, sexismo entre otros, que se presentaron en el primer libro.
Rita pasa de un trabajo a otro y de una relación a otra, esperando que "su príncipe azul aparezca de la nada". "Mis fantasías eran un poco diferentes de cualquier otra niña de mi edad", escribe Angelou. "El vendría, entraría en mi vida, me vería y se enamoraría de mi...Ansío a un esposo quién me ame espiritualmente y en raras ocasiones, físicamente".
Algunos eventos humorísticos, y potencialmente peligrosos ocurren durante el libro, mientras Rita trata de cuidarse a sí misma y a su hijo. En San Diego, Rita se convierte en la gerente ausente de dos prostitutas lesbianas. Cuando la amenazan con la encarcelación y con perder a su hijo por las actividades ilegales, escapa junto con Clyde a la casa de su abuela en Stamps, Arkansas. Su abuela los manda a San Francisco por su seguridad y protección después de empujar físicamente a Rita por confrontar a dos mujeres blancas en una tienda departamental. Este evento demuestra sus diferentes e irreconciliables actitudes hacia la raza, evento paralelo a los eventos del primer libro de Angelou. De regreso con su madre en San Francisco, Rita intenta enlistarse en el servicio militar, sin embargo, es rechazada debido a que atendió a la Escuela de Labores de California cuando era adolescente. Otro evento del libro que se debe dar a notar fue, a pesar de "la más extraña audiencia", su corto período bailando y estudiando con su compañero de baile R.L. Poole, quién se convierte en si amante hasta que se reconcilia con su pareja anterior, terminando con la carrera en el escenario de Rita por el momento.
Un punto importante del libro ocurre cuando Rita se enamora del orador episcopal L. D. Tolbrook, quién la seduce y la introduce a la prostitución. La hospitalización de su madre y la muerte de la esposa de su hermano, llevan a Rita a la casa de su madre. Deja a su hijo con una niñera (Big Mary) pero al regresar por él, se encuentra con que Big Mary ha desaparecido con Clyde. Intenta obtener ayuda de Tolbrook pero este la pone en su lugar y no le ayuda. En ese momento, se da cuenta de que Tolbrook se ha estado aprovechando de ella pero es capaz de rastrear a Big Mary y a Clyde hasta Bakersfield, California en donde tiene una emotiva reunión con su hijo.
Al final del libro, Rita se encuentra derrotada por la vida: "Por primera vez me senté indefensa esperando el próximo ataque de la vida". El libro termina con un encuentro con un drogadicto quién se preocupó lo suficiente por ella para enseñarle sus hábitos drogadictos. Esto la incita a rechazar la droga y a hacer algo de su vida para ella y para su hijo.

## Temas

### Maternidad y familia
Empezando en Gather Together, la maternidad y la familia comienzan a ser temas importantes en las autobiografías de Angelou. El libro describe los cambios y la importancia de la relación de Rita con su madre, la mujer que la abandonó a ella y a su hermano de niños, demostrada por el regreso de Rita a su madre al final del libro. Vivian Baxter cuida del hijo de Rita mientras ella intenta ganarse la vida. La crítica Mary Jane Lupton comenta que "uno percibe durante Gather Together un fuerte sentido de dependencia de Rita hacia su madre". El crítico Lyman B. Hagen remarca que la relación de Angelou con su madre se vuelve más importante en Gather Together, y que Vivian es ahora un personaje muy influencial en el desarrollo de las actitudes de Angelou. Lupton considera el secuestro de Clyde una "secuencia poderosa de pérdida de maternidad"  y lo conecta con el secuestro del hijo de Clyde en 1980. Angelou ha comparado la producción de este libro con el acto de dar a luz, una buena metáfora considerando que la última escena de Caged Bird fue el parto de su hijo. Como muchos otros autores, Angelou considera el proceso de la escritura creativa como un resultado de su hijo.

### Raza y racismo
El propósito de Angelou, empezando con su primera autobiografía, era "decir la verdad acerca de la vida de las mujeres afroamericanas", pero su propósito evolucionó en sus autobiografías siguientes a documentar los altos y bajos de su propia vida. Las autobiografías de Angelou tienen la misma estructura: dan un panorama histórico de los lugares en los que vivía, habla de como lidió dentro del contexto de la sociedad blanca y las maneras en que su historia se desarrolló en esta sociedad. El crítico Sewlyn Cudjoe declara que en Gather Together, Angelou todavía está buscando qué significa ser una mujer afroamericana en los Estados Unidos, pero se enfoca en sí misma en ciertos momentos de la historia, en los años después de la Segunda Guerra Mundial. El libro empieza con un prólogo describiendo la confusión y desilusión de la comunidad afroamericana de es época, lo cual se alinea la naturaleza fragmentada del personaje principal. Según McPherson, a los afroamericanos se les prometió un nuevo orden racial, sin embargo, esto nunca se materializó.
A la mitad de Gather Together, ocurre un incidente que demuestra las maneras en que Rita y su abuela lidian con el racismo. Rita, al ser insultada por un vendedor blanco durante una visita a Stams, reacciona con desafío, pero su Momma escucha la confrontación, y le pega una cachetada a Rita y la manda de regreso a California. Rita siente que su persona había sido transgredida, pero su Momma, quién es una persona más práctica, sabe que el comportamiento de su nieta era peligroso. La abuela de Rita ya no es una influencia importante en su vida, y Angelou lo demuestra que debía ser parte de la lucha contra el racismo.
Las autobiografías de Angelou, incluyendo este libro, se han utilizado para la educación de maestros para abrir su perspectiva multicultural. La Doctora Jocelyn A. Glazier, profesora de la Universidad de George Washington ha usado Caged Bird y Gather Together para entrenar a los maestros a "hablar del racismo" en los salones. Según Glazier, debido al uso de sutilezas de la auto-burla y la ironía, los lectores de las autobiografías de Angelou se preguntan lo que Angelou no incluyó en sus libros. Estas técnicas forzan a los lectores caucásicos a explorar sus sentimientos acerca del racismo y su privilegio en la sociedad. Glazier encuentra que aunque muchos críticos se enfocan en el lugar de Angelou dentro del género afroamericano y en sus técnicas literarias, los lectores reaccionan a sus historias "con sorpresa, particularmente cuando empiezan el texto con ciertas expectativas del género autobiográfico".

### Identidad
Gather Together conserva la frescura que dio Caged Bird. El autor Hilton Als comenta que Angelou "remplaza el lenguaje social por terapia de lenguaje". El libro muestra el narcisismo de los jóvenes. Rita es el enfoque del libro, y todos los demás personajes son secundarios, y se presentan "con la superficialidad de una descripción de escena". Estos personajes secundarios son los que pagan el narcisismo de Rita. Mucha de la prosa de Angelou en este libro, como comenta Als, "es reactiva y no reflectiva". Angelou elige demostrar el narcisismo de Rita en Gather Together al dejar de lado las formas convencionales de las autobiografías, las cuales tienen un principio, un medio y un fin. Por ejemplo, en este libro no hay una experiencia central como la hay en Caged Bird con la violación de Angelou a los 8 años. Lupton cree que esta experiencia central es reubicada "en un lugar de un volumen todavía no escrito".
Gather Together, como mucha literatura afroamericana, describe la búsqueda de Rita de sí misma, de su identidad, y de su dignidad en un ambiente de racismo, y cómo ella, como muchos otros afroamericanos, sobrepasaron estos obstáculos. La búsqueda de Rita es expresada explícitamente a través de sus necesidades y también implícitamente a través del amor y sus relaciones familiares. En Caged Bird, a pesar del trauma y el rechazo de sus padres, el mundo de Rita es relativamente seguro, pero la adolescente en Gather Together experimenta la disolución de sus relaciones múltiples veces. La soledad que se le asegura es "una soledad que se convierte, a veces, suicida y contribuye a su inestabilidad". Rita no está segura de quién es o quién quiere ser, por lo que intenta diferentes roles de manera frustrada y sin descansar. Sus experimentos son parte de su educación los cuales la llevarían con éxito a la madurez. Lupton concuerda, diciendo que Rita sobrevivió a través de la prueba y error mientras se definía a sí misma como una mujer afroamericana. Angelou reconoce que los errores que describe son parte de "ser joven y ser perdonado como tal", pero la joven Rita insiste en tomar responsabilidad por ella y por su hijo.
La escolar feminista Maria Lauret comenta que la formación de la identidad cultural femenina está entretejida en la narrativa de Angelou, y la pone como "modelo a seguir de las mujeres afroamericanas". Lauret concuerda con otros académicos que Angelou reconstruye la imagen de las mujeres afroamericanas a través de sus autobiografías y que Angelou usa sus muchos roles, encarnaciones e identidades en sus libros para "indicar los múltiples capas de la opresión y de su historia personal". Angelou empieza esta técnica en su primer libro, y la continúa utilizando en Gather Together, especialmente su demostración del "hábito racista" de renombrar a los afroamericanos. Lauret también ve temas como la fortaleza individual y la habilidad de superarse durante todas las autobiografías de Angelou. Cudjoe declara que Angelou todavía está en búsqueda de lo que significa ser una mujer afroamericana en Estados Unidos, pero ahora describe "un tipo de afroamericana particular en un momento específico de la historia sujeto a ciertas fuerzas sociales las cuales agreden a las afroamericanas con una intensidad inusual". Cuando Angelou se preocupó por lo que sus lectores pensarían cuando reveló que fue prostituta, su esposo Paul Du Feu la animó a ser honesta y a decir "la verdad como autora". Cudjoe reconoce la reticencia de Angelou de revelar estos eventos en el texto, comentando que aunque son importantes en su desarrollo social, Angelou no parece "particularmente orgullosa de sus actividades durante estos tensos años". Angelou ha comentado que escribió el libro, a pesar de potencialmente dañar su reputación que había adquirido después de escribir Caged Bird porque quería mostrar cómo fue que logró sobrevivir en un mundo donde "todas las puertas no solo estaban cerradas, sino que no había ni manijas... Los niños necesitan saber que puedes tropezar y caer, ver donde estás y que pueden levantarse de nuevo, perdonarse y seguir viviendo su vida".

### Educación y alfabetización
Todas las autobiografías de Angelou, especialmente este libro y el anterior, se "preocupan mucho con lo que [Angelou] sabía y lo que aprendió". Lupton compara la educación informal descrita en el libro con la educación de escritores afroamericanos en el siglo XX. Escritores como Claude McKay, Langston Hughes, y James Baldwin, Angelou no recibió un título universitario y siempre dependió de la "instrucción directa de las formas culturales afroamericanas". Sin embargo, Angelou nunca pensó que su educación terminó en la preparatoria. Como Hagen señala, desde que Angelou fue alentada de niña a apreciar la literatura, ella continúa leyendo, exponiéndose a una gran variedad de autores desde la poesía de Countee Cullen hasta Leo Tolstoy y otros autores rusos.

## Recepción crítica
Gather Together in My Name no fue tan aclamado como la primera autobiografía de Angelou, pero sí recibió en su mayoría críticas positivas y se le reconoció por estar mejor escrito que el primero. El crítico de Atlantic Monthly dijo que el libro estaba "escrito excelentemente". Choice Magazine describió a Angelou como una "buena cuenta cuentos". Cudjoe describe el libro "ni política ni lingüísticamente inocente". Aunque Cudjoe encuentra Gather Together una autobiografía más débil comparada con la primera, comenta que el uso de lenguaje de Angelou es "lo que salva el libro", y que contiene "mucha más consistencia".
Lupton considera que la estructura rígida de Caged Bird desaparece en Gather Together. Las "experiencias de la infancia de Angleou se ven remplazadas por una serie de episodios los cuales muchos críticos consideran extraños". La explicación de Lupton es que las siguientes obras de Angelou consisten de episodios, o fragmentos que son "reflexivos del tipo de caos encontrado en la vida diaria". Cudjoe pensaba que esta convención fue lo que debilitó la estructura del libro, comentando que los eventos descritos prevenían la obtención de "un nivel de significancia complejo". Lupton argumenta que "al alterar la estructura narrativa, Angelou cambia el énfasis de sí misma como una consciencia aislada a sí misma como una mujer afroamericana participando en diversas experiencias entre diversos tipos de personas". Sin embargo, hay algunas similitudes entre ambos libros. Al igual que en Caged Bird, Gather Together consiste en una serie de eventos interrelacionados, y ambos libros empiezan con un prefacio poético.
Cudjoe hace notar que a Gather Together le falta la "solidez y moralidad central" que aparecían en Caged Bird, y que la ética de la comunidad afroamericana en la zona rural del sur es reemplazada por la fragmentación de la vida urbana en la primera mitad del siglo XX. El mundo que Angelou introduce a sus lectores en Gather Together deja a su protagonista sin un sentido de propósito, y como comenta Cudoe, "al punto de la destrucción para darse cuenta ella misma". El crítico Lyman B. Hagen no concuerda con la opinión de Cudjoe de que a la segunda autobiografía de Angelou le falta moralidad central, diciendo que a pesar de que hay muchos personajes desagradables en el libro, la inocente de Rita emerge triunfante y "el mal no prevalece". Rita se mueve a través de un mundo confuso con buenas intenciones y crece más fuerte que nunca como resultado de su exposición a este mundo. Hagen argumenta que si no fuera por la complejidad del estilo literario de Gather Together su contenido no lo dejaría ser aceptado como un "ejemplo de esfuerzo literario".
A pesar de que Caged Bird fue refrescante por su honestidad, algo que sus lectores y críticos consideran valioso, la honestidad de Angelou en Gather Together se convierte, como el crítico John McWhorter lo percibe, "predecible y poco original". McWhorter afirma que los eventos descritos en Gather Together y en sus siguientes autobiografías, requieren más explicación, la cual no nos dan. En Gather Together, por ejemplo, Angelou insiste que no es religiosa, pero se rehúsa a recibir prestaciones sociales, y aunque tenía miedo de convertirse en lesbiana en Caged Bird y se presenta a sí misma como una persona tímida, trabaja para una pareja de lesbianas y se convierte en prostituta. McWhorter critica las decisiones de Angelou en Gather Together, y no por explicarlas en su totalidad, y comenta "las personas en estos extravagantes cuentos- incluido el narrador no tienen coherencia".
Los movimientos físicos de Rita a través del libro, hacen que Hagen describa el libro como un relato de viaje. Según Lupton, este movimiento también afecta la organización del libro y su calidad, haciéndola una secuela menos satisfactoria. Angelou ha respondido a las críticas al comentar que ella intentó capturar "la naturaleza episódica y errática de la adolescencia"  como ella lo experimentó en esa época de su vida. McPherson está de acuerdo, y añade que la estructura de Gather Together es más compleja que Caged Bird. El estilo de Angelou en Gather Together es más maduro y simple, lo cual le permite transmitir mejor sus emociones y su percepción a través de "imágenes nítidas y vívidas".

## Obras Citadas
- Angelou, Maya (1974). Gather Together in My Name. New York: Random House. ISBN 0-394-48692-7
- Cudjoe, Selwyn (1984). "Maya Angelou and the Autobiographical Statement". In Mari Evans. Black Women Writers (1950–1980): A Critical Evaluation. Garden City, NY: Doubleday. ISBN 0-385-17124-2
- Hagen, Lyman B. (1997). Heart of a Woman, Mind of a Writer, and Soul of a Poet: A Critical Analysis of the Writings of Maya Angelou. Lanham, Maryland: University Press. ISBN 0-7618-0621-0
- Lauret, Maria (1994). Liberating Literature: Feminist Fiction in America. New York: Routledge. ISBN 0-415-06515-1
- Lupton, Mary Jane (1998). Maya Angelou: A Critical Companion. Westport, CT: Greenwood Press. ISBN 0-313-30325-8
- Lupton, Mary Jane (1999). "Singing the Black Mother". In Joanne M. Braxton. Maya Angelou's I Know Why the Caged Bird Sings: A Casebook. New York: Oxford Press. ISBN 0-19-511606-2
- McPherson, Dolly A. (1990). Order Out of Chaos: The Autobiographical Works of Maya Angelou. New York: Peter Lang Publishing. ISBN 0-8204-1139-6

- Datos: Q5527353
- Multimedia: Gather Together in My Name / Q5527353